# Ugelbølle
Ugelbølle es una localidad situada en el municipio de Syddjurs, en la región de Jutlandia Central (Dinamarca), con una población estimada a principios de 2012 de unos 1260 habitantes.
Se encuentra ubicada al sur de la península de Djursland (península de Jutlandia), cerca de la costa del Kattegat, mar Báltico.